# Scrophularia botschanzevii
Scrophularia botschanzevii är en flenörtsväxtart som beskrevs av I.T. Turakulov. Scrophularia botschanzevii ingår i släktet flenörter, och familjen flenörtsväxter. Inga underarter finns listade i Catalogue of Life.